# Eleria Films
Eleria Films es una productora audiovisual española creada en 2017 por el director y guionista burgalés Jorge Tudanca y el productor y guionista madrileño Ramón Caramés.

## Filmografía
Eleria Films ha producido diversos largometrajes, cortometrajes y una serie en los últimos años, además de otros proyectos audiovisuales, hasta la fecha todos ellos dirigidos por Jorge Tudanca.
| Año  | Título                                                             |
| ---- | ------------------------------------------------------------------ |
| 2018 | Los Secretos de la Residencia Castle Rock (webserie)               |
| 2018 | Relatos de Eleria: El Viaje de Gawain (película)                   |
| 2019 | Una Hermosa Amistad (corto)                                        |
| 2019 | El Hombre y la Niña de Tennessee (corto)                           |
| 2019 | Una Escalera hacia la Luna (película)                              |
| 2021 | Intempesta (o los peligros de viajar en una noche cerrada) (corto) |
| 2021 | Historia de un Pueblo Vacío (corto)                                |
| 2022 | Sociedad Secreta para Amantes de lo Fantasmal (corto)              |

## Premios y reconocimientos
En 2019 el cortometraje Una Hermosa Amistad fue premiado con el galardón a la mejor dirección en el Festival ADN de la Universidad Nebrija. Ese mismo festival reconoció el corto Intempesta (2021) con tres premios: mejor dirección, mejor dirección de fotografía y el premio del público.
El último proyecto de Eleria Films, Historia de un pueblo vacío (2021), ha sido seleccionado en seis festivales internacionales de cortometrajes en Estados Unidos, Reino Unido, Grecia y Japón.